# Подзборув
Подзборув (пол. Podzborów) — село в Польщі, у гміні Гміна Цекув-Кольонія Каліського повіту Великопольського воєводства.
Населення — 139 осіб (2011).
У 1975-1998 роках село належало до Каліського воєводства.

## Демографія
Демографічна структура станом на 31 березня 2011 року:
|          | Загалом | Допрацездатний вік | Працездатний вік | Постпрацездатний вік |
| -------- | ------- | ------------------ | ---------------- | -------------------- |
| Чоловіки | 72      | 14                 | 49               | 9                    |
| Жінки    | 67      | 12                 | 37               | 18                   |
| Разом    | 139     | 26                 | 86               | 27                   |